# Acalypha mandonii
Acalypha mandonii är en törelväxtart som beskrevs av Johannes Müller Argoviensis. Acalypha mandonii ingår i släktet akalyfor, och familjen törelväxter. Inga underarter finns listade i Catalogue of Life.